# Berufsförderungsinstitut

Logo des Berufsförderungsinstitutes Österreich

Das Berufsförderungsinstitut (BFI) ist die größte Bildungseinrichtung der österreichischen Arbeitnehmervertretung und wird von der Kammer für Arbeiter und Angestellte und dem Österreichischen Gewerkschaftsbund (ÖGB) getragen. Die Bildungsangebote umfassen einerseits die fachliche Aus- und Fortbildung von Arbeitnehmern, andererseits Bildungs- und Umschulungsprogramme für Arbeitslose und -suchende. Das BFI ist in allen österreichischen Bundesländern flächendeckend mit Niederlassungen vertreten, wobei das Angebot in Vorarlberg über das Bildungscenter der Arbeiterkammer (AK) Vorarlberg abgewickelt wird. Seit 1997 führt das BFI auch Lehrgänge zur Vorbereitung auf die Berufsreifeprüfung in Österreich durch. Seit 2005 besteht zudem die Möglichkeit sogenannter Bildungsdarlehen zur kurzfristigen Finanzierung der Kursgebühren.
Das BFI verzeichnet jährlich rund 20.000 durchgeführte Bildungsveranstaltungen (mit fast 2,8 Millionen Lehreinheiten im Jahr 2010). Die über 230.000 Teilnehmer bilden die Geschlechterstruktur Österreichs ab (51 % weiblich, 49 % männlich). Die wichtigsten Fachbereiche: Zweiter Bildungsweg (21 % der Teilnahmen), Sprachen (17 %), Technik, Verarbeitung und Transport (13 % der Teilnahmen), EDV (9 %).

## Geschichte
Das Berufsförderungsinstitut wurde am 21. Dezember 1959 auf Initiative des ÖGB und der Arbeiterkammer in Wien gegründet. Ab 1960 erfolgte die Ausdehnung der Tätigkeit auf das gesamte Bundesgebiet, beginnend mit der Einrichtung von Landesstellen in Niederösterreich, Oberösterreich und der Steiermark. Als eine der ersten Einrichtungen in Österreich hat das BFI die Bedeutung der elektronischen Datenverarbeitung (EDV) erkannt. Im Angebot fanden sich Einführungskurse und Schulungen für das Lochkartensystem, die bald durch Programmierkurse ergänzt wurden. Auch methodisch wurden neue Wege beschritten: 1961 wurde die Fernschule des BFI eingerichtet, die Bildungswilligen unabhängig von Zeit und Ort ein breites Angebot eröffnete. Bereits zwei Jahre später gab es 25 Briefschulen in verschiedenen Sparten. 1964 wurden durch die Beigabe von Schallplatten auch Sprachkurse in Englisch, Französisch, Italienisch und Spanisch möglich. 1972 war das Berufsförderungsinstitut maßgeblich an der Gründung der Konferenz der Erwachsenenbildung Österreichs beteiligt. Die Führungskräftetrainings erfuhren eine starke Aufwertung, und 1976 überzeugte das BFI in Oberösterreich mit der ersten Ausbildung für Werbedesign einmal mehr mit Innovationskraft. In den 1980er-Jahren wurde ein Umstrukturierungsprozess eingeleitet, der 1991 in der Etablierung föderaler Strukturen und Gründung des BFI Österreich als Dachverband mündete.

## BFI Österreich
Das BFI Österreich ist seit 1991 als Verein eingetragen und dient den Landesvereinen als Service- und Koordinationsstelle. Kurse und sonstige Bildungsveranstaltungen werden von den operativen Landesvereinen angeboten, das BFI Österreich übernimmt dabei in länderübergreifenden Schulungsfragen eine Vermittlerrolle.

## Landesorganisationen

### BFI Wien
Das BFI Wien existiert seit 5. Dezember 1990 als autonomer, gemeinnütziger Landesverein. Die Leistungen des BFI Wien werden derzeit von knapp 45.000 Teilnehmern jährlich genommen. Das BFI Wien beschäftigt zusammen mit seinen Tochterunternehmen rund 900 Mitarbeiter sowie über 1.000 selbständige  Trainer. Sie sind mit der Organisation und Durchführung von jährlich 3.700 Kursen und Lehrgängen sowie 40.000 Beratungen betraut. Das BFI Wien ist europaweit als Partner mit Internationalen Bildungsprojekten und Organisationen unterschiedlicher Branchen vernetzt.
An 13 Standorten in ganz Wien werden zahlreiche Möglichkeiten für die persönliche und fachliche Weiterentwicklung geboten.
Die Trainer aus den unterschiedlichsten Branchen vermitteln entsprechend den hohen Qualitätsstandards praxisbezogene Kompetenzen in verschiedensten Wissensgebieten – von Sprachen und EDV über BWL, Technik und Kommunikation. Das Angebot erstreckt sich vom Nachholen des Lehrabschlusses bis hin zur Management-Fortbildung über sämtliche Bildungsniveaus. Zielgruppen sind Berufstätige und Unternehmen wie auch Arbeitssuchende, die die soziale und fachliche Kompetenz sowie passenden Abschlüsse (Zertifikate)  für neue Perspektiven oder ihren Um- und Wiedereinstieg erlangen können. Das BFI Wien arbeitet eng mit dem Arbeitsmarktservice (AMS) zusammen, für das zahlreiche Schulungsmaßnahmen übernommen werden.
Vier Tochterunternehmen ergänzen das Angebot des BFI Wien:
- Die Schulen des BFI Wien[5]: Eine dreijährige Handelsschule und eine fünfjährige Handelsakademie, die jeweils auch eine berufsbegleitende Variante (Abendschule) unter Einbeziehung von Fernunterricht-Modulen umfassen, sowie eine einjährige Schule für Informatik für Erwachsene. Darüber hinaus bietet die Schule in Wien-Margareten ein berufsbegleitendes Wirtschaftskolleg mit Fernunterricht sowie einen dreijährigen Aufbaulehrgang an Handelsakademien.
- Die Schule für Informatik ermöglicht als einzige Schule in Österreich allen Interessenten nach erfüllter Schulpflicht und ab dem 17. Lebensjahr eine umfassende Ausbildung mit Schwerpunkt auf der mittleren Datentechnik (IBM-iSeries) und bietet die Möglichkeit, internationale Zertifizierung (IBM, SAP, Cisco) zu erlangen; die Schule für EDV ist Mitglied der IBM Academic Initiative.

- Seit dem Schuljahr 2019/20 wird an der Schule für Informatik im kaufmännischen Schulwesen eine programmatisch-kritische Einführung zu Künstlicher Intelligenz angeboten. Über die Programmiersprachen Scratch und Python wird das Programmieren erlernt.

- Die Technisch-Gewerbliche Abendschule des BFI Wien bietet u. a. Werkmeisterausbildungen, Speziallehrgänge sowie Zusatzkurse für die Berufsreifeprüfung.

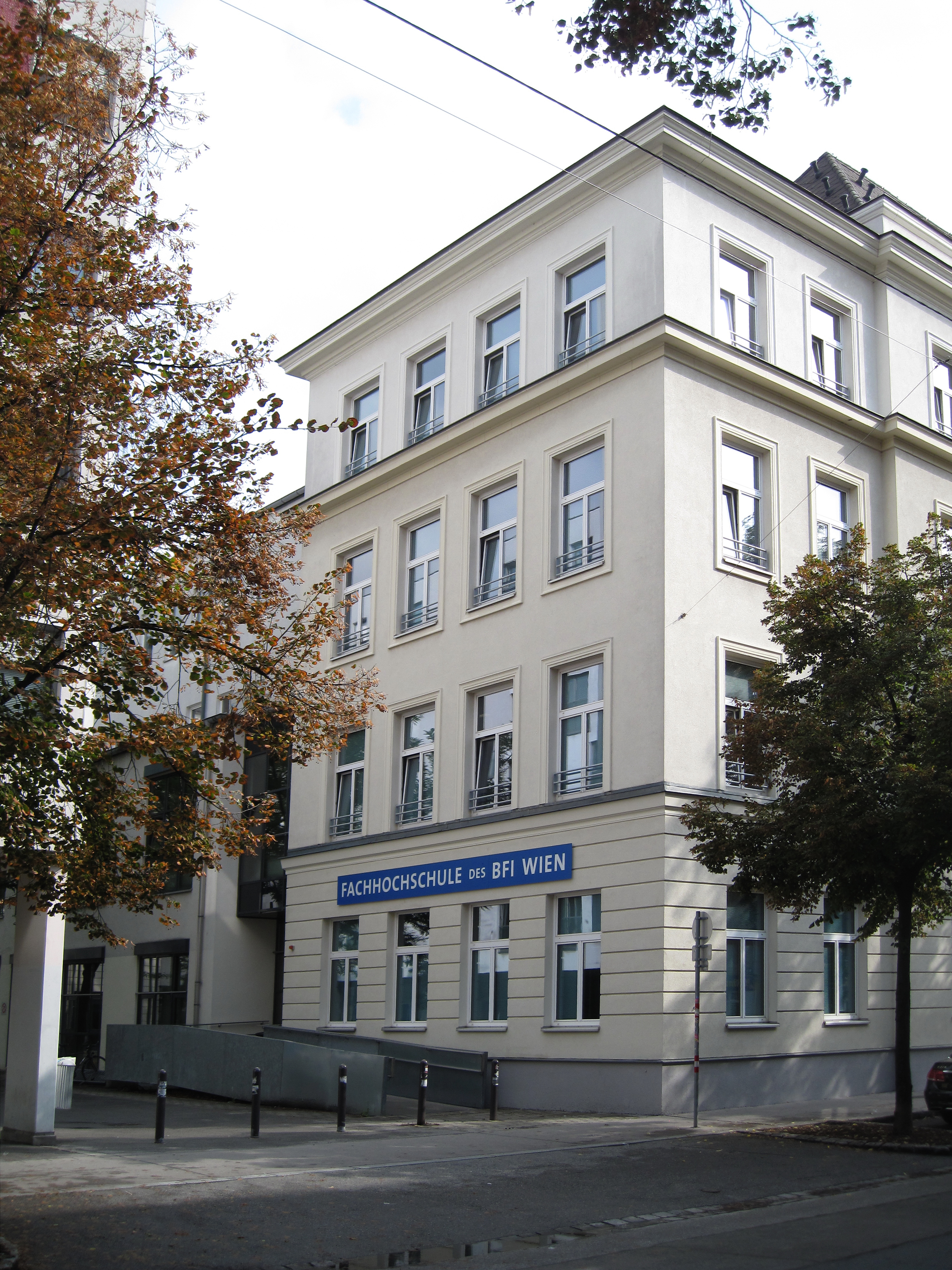
Eingangsbereich Stuwerstraße der Fachhochschule des BFI Wien

- Die Fachhochschule des BFI Wien entstand aus dem im Wintersemester 1996/97 erstmals angebotenen Diplomstudiengang „Europäische Wirtschaft und Unternehmensführung“. Die Ergänzung durch weitere Studiengänge („Bank- und Finanzwirtschaft“ sowie „Projektmanagement und Informationstechnik“) führten im April 2002 zur Akkreditierung als FH. Ab 2003 startete das postgraduale Angebot, und 2004/05 wurde – erstmals in Österreich – an der FH des BFI Wien ein Lehrgang zur beruflichen Weiterbildung (nach § 14a Fachhochschul-Studiengesetz) angeboten, unter dem Titel „Akademischer Rechnungshofprüfer“. Seit 2006 trägt die FH des BFI Wien sowohl das Diploma Supplement- als auch das ECTS-Label. Mittlerweile bietet die Fachhochschule acht Bachelor- (Arbeitsgestaltung und HR-Management, Bank- und Finanzwirtschaft, Europäische Wirtschaft und Unternehmensführung, European Economy and Business Management, Film-, TV- und Medienproduktion, Logistik und Transportmanagement, Projektmanagement und IT und Technisches Vertriebsmanagement) und sechs Masterstudiengänge (Europäische Wirtschaft und Unternehmensführung, International Banking and Finance, Logistik und Transportmanagement, Projektmanagement und Organisation, Quantitative Asset and Risk Management und Strategic HR Management in Europe) – auch berufsbegleitend – an.

- Die Job-Transfair GmbH[6] wurde im Mai 2001 gegründet und hilft Menschen beim (Wieder-)Einstieg in den Arbeitsmarkt. Für die Dauer einer Trainee-Phase und bis zu weitere zwölf Monate werden Arbeitnehmer angestellt und an Partnerbetriebe vermittelt. Am Ende soll eine Fixübernahme durch den externen Auftraggeber stehen.

Seit 1996 ist das BFI Wien als eines der ersten Bildungsinstitute mit ISO 9001 zertifiziert. Die beiden Geschäftsführer des BFI Wien sind Franz-Josef Lackinger (seit März 2011) und Christian Nowak (seit Anfang 2018).

### BFI Oberösterreich
Das am 14. Oktober 1960 von der Arbeiterkammer Oberösterreich und dem ÖGB gegründete BFI Oberösterreich ist das führende Unternehmen für den Zweiten Bildungsweg und die berufliche Qualifikation in Oberösterreich. Anspruch und Auftrag des BFI Oberösterreich ist es, möglichst viele Menschen bei der Entwicklung und Nutzung ihrer beruflichen und gesellschaftlichen Chancen zu unterstützen, zu fördern und zu begleiten. Neben der Höherqualifizierung im zweiten Bildungsweg sind dem BFI Oberösterreich die Fachkräfteausbildung sowie Gesundheits- und Sozialausbildungen besonders wichtig. Das BFI Oberösterreich hat sich auch als Ausbildungszentrum für Menschen mit Migrationshintergrund etabliert.
Im Jahr 2010 haben 56.300 Menschen Kurse beim BFI Oberösterreich besucht, der Umsatz betrug 52 Millionen Euro. Nie zuvor in seiner 50-jährigen Geschichte hat der größte Erwachsenenbildner Oberösterreichs mehr Geld bewegt. 53,5 Prozent der Kursteilnehmer sind weiblich und rund ein Drittel ist zwischen 20 und 29 Jahre alt. Insgesamt haben am BFI Oberösterreich 1.400 Trainer in 4.925 Kursen unterrichtet.

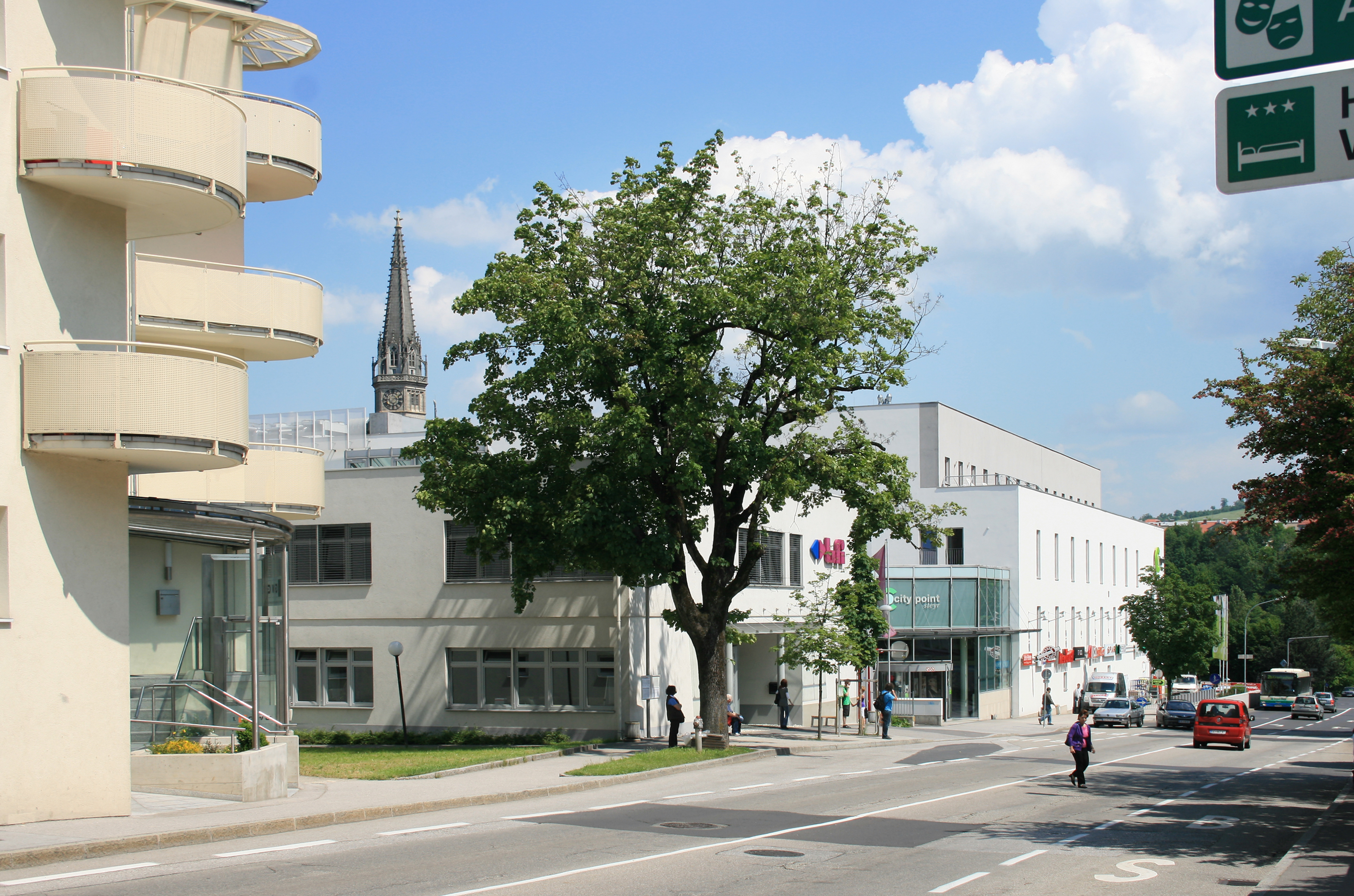
Das Steyrer BFI an der Tomitzstraße, dahinter das City-Point-Kaufhaus

Das BFI Oberösterreich ist mit Standorten in folgenden 22 oberösterreichischen Gemeinden vertreten:
- Region Innviertel: Braunau am Inn, Mattighofen, Ried im Innkreis, Schärding
- Region Linz/Mühlviertel/Steyr: Freistadt, Haslach, Linz, Perg, Rohrbach in Oberösterreich, Steyr, Traun
- Region Salzkammergut: Attnang-Puchheim, Bad Goisern am Hallstättersee, Bad Ischl, Gmunden, Mondsee, Vöcklabruck
- Region Wels: Eferding, Grieskirchen, Gunskirchen, Kirchdorf an der Krems, Wels

Einmal jährlich erscheint das Kursbuch des BFI Oberösterreich mit Ausbildungsangeboten aus allen Lebensbereichen – von Technik über Wirtschaft und Sprachen bis hin zu EDV und Persönlichkeitsbildung. Folgende vier Schwerpunkte werden besonders forciert:
- Facharbeiterausbildung: Das BFI Oberösterreich, größter Lehrlingsausbildner in Oberösterreich, sorgt mit eigenen Ausbildungszentren und Produktionsschulen für eine bedarfsgerechte Ausbildung.
- Zweiter Bildungsweg: Das BFI Oberösterreich begleitet Bildungshungrige vom Hauptschulabschluss über die Lehre mit Matura bis zur Berufsreifeprüfung und zum Hochschulabschluss (Kooperation mit der Hamburger Fern-Hochschule).
- Angebote für Menschen mit Migrationshintergrund: In diesem Geschäftsfeld werden Sprach- und Qualifizierungsmaßnahmen mit intensiver sozialer und fachlicher Begleitung durchgeführt.
- Sozial- und Gesundheitsausbildungen: Seit 2008 wird vom BFI Oberösterreich ein eigenes Kursbuch für Sozial- und Gesundheitsausbildungen aufgelegt.

Über den Bereich der frei buchbaren Kurse hinaus setzt das BFI Oberösterreich zahlreiche Projekte und Kurse im Auftrag öffentlicher Auftraggeber um. Etwa zwei Drittel des Kursumsatzes stammen aus Aufträgen der öffentlichen Hand, ein Drittel wird aus dem freien Kursverkauf erwirtschaftet. Geschäftsführer des BFI Oberösterreich sind Christoph Jungwirth und Silvia Kunz.